# Jacob Gilyard

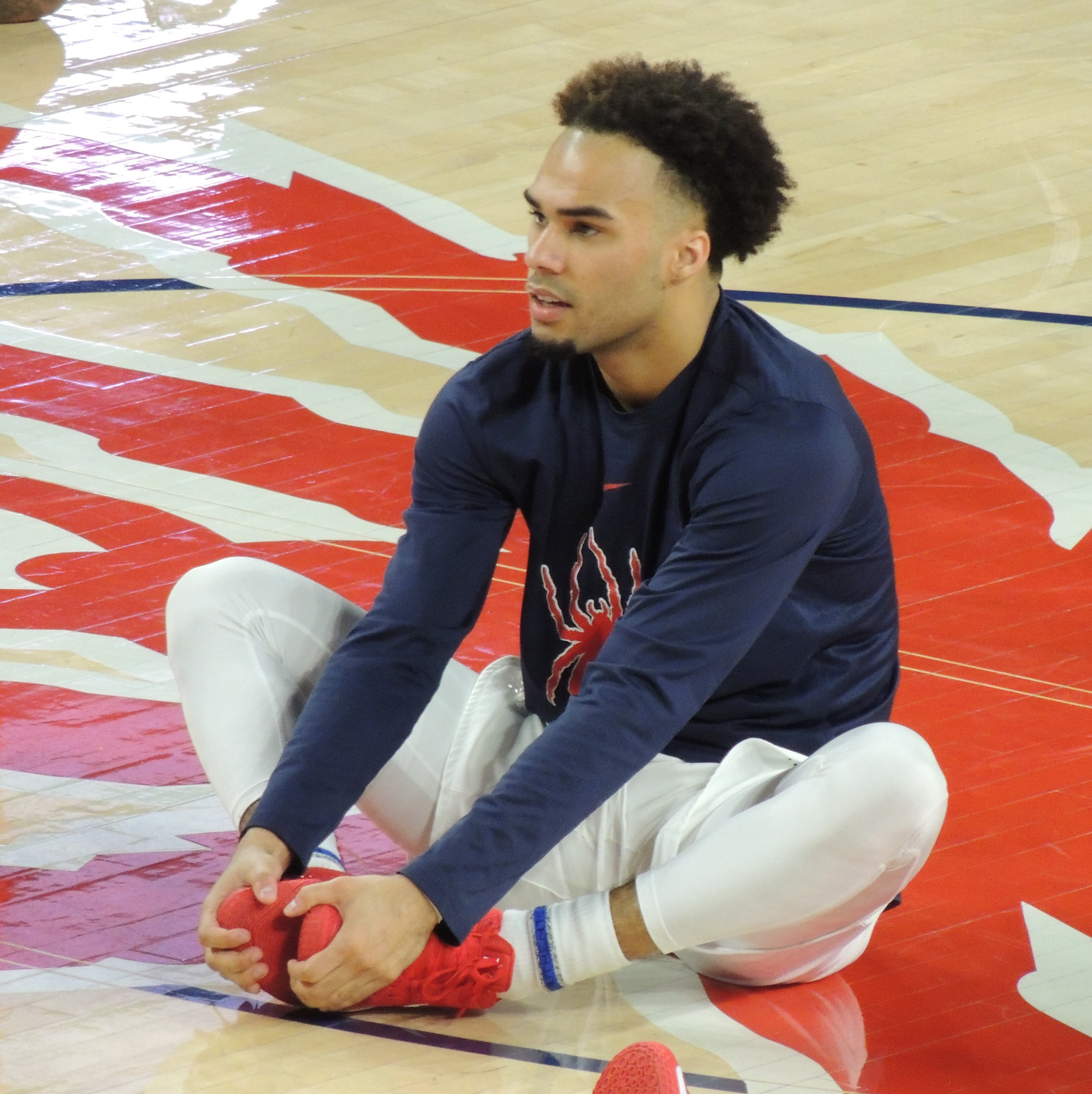
Jacob Gilyard, 2020.

Jacob Gilyard, född 14 juli 1998 i Kansas City i Missouri, är en amerikansk professionell basketspelare (PG) som spelar för Cleveland Cavaliers i National Basketball Association (NBA). Han har tidigare spelat för Memphis Grizzlies och Brooklyn Nets.
Gilyard blev aldrig NBA-draftad.
Innan han blev proffs studerade Gilyard på University of Richmond och spelade för deras idrottsförening Richmond Spiders.